# Philipp Herkenhoff
Philipp Herkenhoff (Mettingen, 29 giugno 1999) è un cestista tedesco.

## Palmarès
- Campionato tedesco: 1

Ulm: 2022-2023
- ProA: 1

Rasta Vechta: 2017-18